# Intel QuickPath Interconnect
Intel QuickPath Interconnect (QPI) – szybkie łącze typu Point-to-Point wprowadzone w listopadzie 2008 roku, będące odpowiednikiem i odpowiedzią Intela na HyperTransport stosowany w procesorach AMD od 2003 r.; następca FSB dla platform Core i3, Core i5, Core i7, Itanium i Xeon. „Magistrala” QuickPath zawiera zintegrowany kontroler pamięci oraz ulepszone łącza komunikacyjne pomiędzy elementami systemu, co znacznie zwiększa jej ogólną wydajność. Wszystkie linie sygnałowe stosowane wcześniej w FSB zostały usunięte i zastąpione wewnętrznie przesyłanymi komunikatami, upraszczając konstrukcje QPI. Po raz pierwszy to łącze zostało wprowadzone w mikroprocesorach Intel Core i7-9xx i chipsetach X58 w listopadzie 2008 r., cztery miesiące później w Xeonach o mikroarchitekturze Nehalem, a po kolejnych 11 miesiącach w procesorach Itanium o nazwie kodowej Tukwila.
QuickPath to połączenie typu Point-to-Point, składające się jednej linii taktującej zegara i 20 linii danych dla każdego kierunku transmisji, co daje w sumie 42 linie sygnałowe, a ponieważ każda linia to para przewodów, więc QPI tworzy łącze 84-pinowe. Każda z szyn 20-liniowych podzielona jest na 4 grupy (zwane kwadrantami) po 5 linii, po których realizowane są transfery w jednostkach 80-bitowych zwanych flit (ang. flow control unit), składających się z 8 bitów detekcji błędów, 8 bitów nagłówka i 64 bitów danych, przesyłanych w 4 transferach, po 2 na każdy z 2 cykli zegarowych (8 + 8 + 64 → 20 ⋅ 2 ⋅ 2).
Początkowe implementacje QPI obejmowały tylko jedno 4-kwadrantowe połączenie, jednak specyfikacja pozwala również na inne konfiguracje. Każdy kwadrant może być użyty niezależnie, a w serwerach o wysokiej dostępności QPI może działać nawet w trybie awaryjnym. Jeżeli jedna lub więcej linii łącza 20+1 zostanie uszkodzonych, to interfejs może zacząć działać w trybie 10+1 lub 5+1, korzystając z pozostałych linii działających prawidłowo, a nawet może przenieść uszkodzoną linię zegara na jedną z linii danych.
Do taktowania QPI stosowane są zegary o częstotliwości 2,4 GHz, 2,93 GHz, 3,2 GHz, 4,0 GHz lub 4,8 GHz. Przepustowość wyznaczana jest uwzględniając tylko 64 bity danych na każdą z 80-bitowych jednostek, a ponieważ są one przesyłane w 2 cyklach zegarowych, to w każdym z nich przesyłane są 32 bity. Na podstawie tych informacji można określić, że typowe łącze QPI taktowane zegarem 3,2 GHz, przesyłające 32 bity na cykl i pozwalające na transmisję w obu kierunkach jednocześnie osiąga przepustowość 25,6 GB/s (3,2 ⋅ 32 ⋅ 2 = 204,8 Gb/s = 25,6 GB/s). Ta wartość jest dwukrotnością przepustowości magistrali FSB 1,6 GHz stosowanej w chipsecie X48.
Łącze QPI zostanie zastąpione przez Intel UltraPath Interconnect (UPI) w procesorach Xeon o mikroarchitekturze Skylake EX/EP bazującej na gnieździe LGA 3647.